# 鉄道庁 (韓国)

1963年から1996年までのロゴ

1994年から2003年までのロゴ

鉄道庁（てつどうちょう、Korean National Railroad、略称：KNR）は、大韓民国にかつて存在した建設交通部所属の国家行政機関。長らく国有鉄道の運営全般に携わっていたが、国の上下分離方針によって2004年1月1日付けで営業部門のみの組織となり、2005年1月1日付けで公社化された。

## 沿革
- 1963年9月1日 - 交通部鉄道局から分離して発足。交通部の外庁となる[1]。
- 1994年12月 - 建設部と交通部の統合により建設交通部の外庁となる[2]。
- 2004年1月1日 - 上下分離に伴い、鉄道施設の建設・管理・研究開発部門を新設の韓国鉄道施設公団（現：国家鉄道公団）へ移管。鉄道営業部門のみとなる。
- 2004年4月1日 - 韓国高速鉄道（KTX）が開業。
- 2005年1月1日 - 韓国鉄道公社発足にともない廃止。

## 組織

### 幹部
- 庁長
  - 広報担当官
- 次長
  - 監査担当官

### 下部組織
- 戦略企画室
- 参与革新室
- 経営管理室
- 輸送安全室
- 技術開発団
- 公安担当官
- 高速鉄道事業本部
- 一般鉄道事業本部
- 広域鉄道事業本部
- 物流事業本部
- 事業開発本部
- 施設本部
- 電気本部
- 車両本部

### 所属機関
- 鉄道人力開発院
- 鉄道車両管理団（高陽高速、釜山高速、ソウル、大田、釜山）
- 鉄道中央物資補給団
- 鉄道電算情報事務所
- 特別動車事務所
- 地域本部（ソウル、釜山、大田、順天、栄州）

（2004年3月20日現在）

## 歴代庁長
| 代 | 氏名     | 氏名         | 在任期間       | 在任期間       |
| 代 | 漢字表記 | ハングル表記 | 着任           | 退任           |
| -- | -------- | ------------ | -------------- | -------------- |
| 初 | 朴亨勲   | 박형훈       | 1963年9月1日   | 1964年7月14日  |
| 2  | 金鎮軾   | 김진식       | 1964年7月14日  | 1966年1月8日   |
| 3  | 梁鐸植   | 양택식       | 1966年1月8日   | 1967年10月10日 |
| 4  | 李勲燮   | 이훈섭       | 1967年10月10日 | 1970年3月31日  |
| 5  | 金俊培   | 김준배       | 1970年4月1日   | 1970年10月22日 |
| 6  | 李龍     | 이용         | 1970年10月22日 | 1971年6月12日  |
| 7  | 呉龍雲   | 오용운       | 1971年6月12日  | 1973年8月16日  |
| 8  | 李東和   | 이동화       | 1973年8月16日  | 1976年3月31日  |
| 9  | 金在鉉   | 김재현       | 1976年3月31日  | 1977年11月24日 |
| 10 | 李鏞植   | 이용식       | 1977年11月24日 | 1980年7月15日  |
| 11 | 黄海重   | 황해중       | 1980年7月15日  | 1981年5月21日  |
| 12 | 安昌和   | 안창화       | 1981年5月21日  | 1983年1月12日  |
| 13 | 崔璂徳   | 최기덕       | 1983年1月12日  | 1988年12月13日 |
| 14 | 金夏経   | 김하경       | 1988年12月13日 | 1990年6月21日  |
| 15 | 辛永国   | 신영국       | 1990年6月21日  | 1991年12月19日 |
| 16 | 崔枰旭   | 최평욱       | 1991年12月19日 | 1993年3月4日   |
| 17 | 姜信泰   | 강신태       | 1993年3月4日   | 1993年3月30日  |
| 18 | 崔燻     | 최훈         | 1993年4月3日   | 1994年8月20日  |
| 19 | 金仁浩   | 김인호       | 1994年8月20日  | 1996年3月8日   |
| 20 | 金坰会   | 김경회       | 1996年3月8日   | 1998年3月8日   |
| 21 | 鄭鍾煥   | 정종환       | 1998年3月8日   | 2001年4月1日   |
| 22 | 孫鶴来   | 손학래       | 2001年4月2日   | 2003年3月3日   |
| 23 | 金世浩   | 김세호       | 2003年3月3日   | 2004年9月3日   |
| 24 | 申光淳   | 신광순       | 2004年10月21日 | 2004年12月31日 |